# 羅馬教廷
羅馬教廷（拉丁語：Curia Romana），常直稱為教廷，是聖座各行政机构的统称，輔助教宗處理整個天主教會的事務，也与教宗一起构成了天主教会的中央领导机构。其為天主教會的日常運作與達成目標提供必要的中樞組織。現今多以其所在地「梵蒂冈」代稱。
罗马教宗利用罗马教廷各圣部对整个教会，执行最高、完整及直接的权力，各圣部以教宗之名义及权力尽其职务，为谋教会的益处，并为主教们效劳。
 — 《主教在教会内牧灵职务》

## 簡介

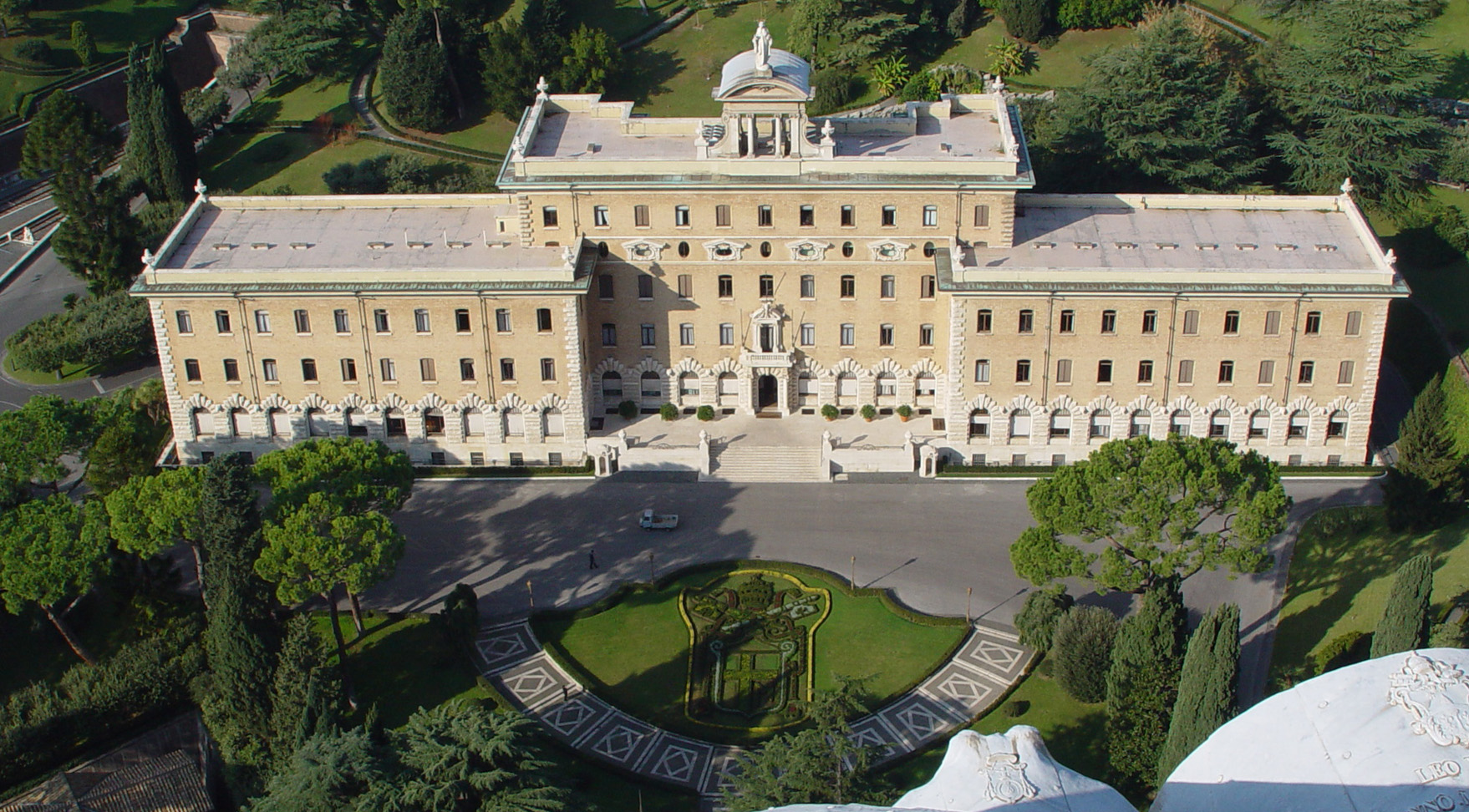
位於梵蒂岡城的行政宮 (梵蒂岡)，現在為梵蒂岡城國委員會所在地。

「教廷」一詞來自拉丁語，大多指一個君主國的朝廷，但也可指法庭，引申即指以教宗、牧首等主教級別之高級聖職人員為首的教會機構；而名稱前加上羅馬是為了顯示出教宗駐錫於此。事實上，羅馬教廷既處理教宗的私人事務、也為全世界的教會服務，與昔日君主制國家的朝廷相似，但又有今日西方國家採用的內閣制行政體系的架構。
教宗方濟各在2022年3月19日頒布《你們去宣講福音》宗座憲令，對羅馬教廷進行整體的組織改造，取代此前作為法源依據、由教宗若望保祿二世在1988年6月28日頒布的《善牧》宗座憲令。此次組織改造後，羅馬教廷原有的「聖部」及「宗座理事會」全面被「部會」取代。

## 組織概覽
根據聖座官方網站列載的資料，羅馬教廷主要由5大類部門構成：
- 國務院
- 部會
- 司法部門
- 經濟部門
- 宗座事務局（Pontificia Officia）

### 主要部門
- 國務院（國務秘書處）
  - 第一處：主管聖座內政等總務
  - 第二處：主管各國、國際組織等對外關係
  - 第三處：主管聖座外交人員

- 部會（英语：Dicastery）
  - 教義部（全名「信仰信理部」）
  - 禮儀及聖事部（英语：Dicastery for Divine Worship and the Discipline of the Sacraments）（全名「至聖敬禮及聖事規範部」）
  - 福音傳播部
  - 封聖部（英语：Dicastery for the Causes of Saints）（全名「聖人列品部」）
  - 主教部
  - 聖職部（英语：Dicastery for the Clergy）
  - 東方教會部
  - 獻身生活及使徒生活團體部（英语：Dicastery for Institutes of Consecrated Life and Societies of Apostolic Life）（簡稱「修會部」）
  - 文化及教育部（英语：Dicastery for Culture and Education）
  - 愛德服務部（英语：Dicastery for the Service of Charity）
  - 平信徒暨家庭與生命部
  - 促進基督信徒合一部
  - 跨宗教對話部
  - 全人發展服務部（英语：Dicastery for Promoting Integral Human Development）（或譯「促進人類整體發展部」）
  - 法典條文部（英语：Dicastery for Legislative Texts）（或譯「法典條文解釋部」、「法務部」）
  - 傳播部

- 司法部門
  - 宗座聖赦院（英语：Apostolic Penitentiary）
  - 宗座聖璽最高法院
  - 羅馬聖輪法院

- 經濟部門
  - 經濟委員會（意大利语：Consiglio per l'economia）
  - 經濟秘書處
  - 宗座財產管理局（英语：Administration of the Patrimony of the Apostolic See）
  - 審計室（意大利语：Ufficio del revisore generale）
  - 機密事宜委員會（意大利语：Commissione di materie riservate）
  - 投資委員會（意大利语：Comitato per gli investimenti）

- 宗座事務局
  - 教宗府
  - 宗座禮儀慶典處
  - 羅馬聖教會總司庫

### 與聖座有關的機構
- 梵蒂岡宗座檔案館
- 梵蒂岡宗座圖書館
- 聖伯多祿大殿工程處（意大利语：Fabbrica di San Pietro）
- 宗座神聖考古委員會（英语：Pontifical Commission for Sacred Archaeology）
- 宗座科學院
- 宗座社會科學院
- 宗座生命科學院（英语：Pontifical Academy for Life）
- 聖座評估及促進教會大學及學院品質署（意大利语：Agenzia della Santa Sede per la valutazione e la promozione della qualità delle università e facoltà ecclesiastiche）
- 金融訊息監管局（英语：Supervisory and Financial Information Authority）
- 梵蒂岡之家（意大利语：Domus Vaticanae）

## 外部鏈結
- 羅馬教廷 - 聖座官方網站 （页面存档备份，存于）
- The Roman Curia by Giga-Catholic Information （页面存档备份，存于）
- The Roman Curia （页面存档备份，存于） in the 1912 Catholic Encyclopedia
- The Roman Curia （页面存档备份，存于）
- 宗座平信徒理事會官方網站 （页面存档备份，存于）